# Председнички избори у САД 1896.
Председнички избори у САД 1896. су били 28. председнички избори по редоследу, и одржани су у уторак 3. новембра. У њима су учествовали бивши републикански гувернер савезне државе Охајо, Вилијам Макинли, и кандидат Демократске странке Вилијам Џенингс Брајан. Предизборна кампања се догађала усред економске депресије познате као Паника 1893. Сматра се да су ови избори били прекретница у прекидању тзв "Система треће партије" и отпочињању "Система четврте партије". Макинли је победио са 51% гласова и 271 изборничким гласом, и постао је 25. председник САД-а.